# Кос огрличар
(лат. Turdus torquatus) је углавном европски члан породице дроздова (Turdidae). То је дрозд средње величине, 23-24 цм дужине и тежине 90-138 г. Мужјак је претежно црн са упадљивим белим полумесецом преко груди. Женке су смеђе и тупље од мужјака, а младим птицама могу потпуно недостајати бледе ознаке на грудима. У свим деловима свог ареала, осим у најсевернијем, ово је врста на великим надморским висинама, са три подврсте које се гнезде у планинама од Ирске источно до Ирана. Гнезди се у отвореним планинским подручјима са неким дрвећем или жбуњем, при чему ово друго често укључује клеку и друге четинаре у дрвећу, мукињу, боровницу, врес и алпску ружу. То је птица селица која напушта подручја за гнежђење да презими у јужној Европи, северној Африци и Турској, обично у планинама са клеком. Типично гнездо се састоји од 3-6 јаја, бледо плаве или зеленкасто-плаве боје са смеђим мрљама. Инкубира их скоро у потпуности женка, а излегање се обично дешава након 13 дана. Поткрушци, пахуљасти пилићи излећу у још 14 дана и зависни су од родитеља око 12 дана након добијања комплетног перја.
Кос огрличар је сваштојед, једе бескичмењаке, посебно инсекте и глисте, неке мале кичмењаке и широк спектар воћа. Већина животињског плена се лови на земљи. Током пролећне миграције и сезоне гнежђења, бескичмењаци доминирају у исхрани одраслих јединки, а њима се хране и птићи. Касније током године, воће постаје важније, посебно обична клека.
Са широким ареалом и великом популацијом, кос огрличар је оцењен као најмање угрожени таксон од стране Међународне уније за заштиту природе (IUCN). Постоје знаци опадања у неколико земаља. Уузроци укључују климатске промене, људске поремећаје, лов и активности на отвореном. Губитак клеке такође може бити фактор у неким подручјима. Природне опасности укључују предаторство од стране сисара месождера и птица грабљивица, а локално може постојати и конкуренција других великих дроздова као што су кос, дрозд имелаш и дрозд боровњак.

## Етимологија
„Ouzel“ је стари назив за коса, реч је сродна немачкој речи Amsel. „Ouzel“ се такође може применити на групу површно сличних, али удаљеније сродних птица, воденкоси, чији је европски представник понекад познат као воденкос. Термин „Ring Ouzel“ први пут је употребио Џон Реј у својој "Збирци енглеских речи које се генерално не користе" из 1674. године, а усталио се његовом књигом „Орнитологија Франсиса Вилугбија из Мидлтона у округу Ворвик“ из 1678. године. Као и код енглеског термина, научни назив се такође односи на истакнути бели полумесец на врату мужјака, а изведен је од латинских речи turdus, „дрозд“ и torquatus, „са огрлицом“. Стари и локални називи за коса огрличара укључују „fell blackbird“, „hill blackbird“, „moor blackbird“, „rock ouzel“  и „mountain blackbird“.

## Таксономија
Коса огрличара је први описао Карл фон Лине под њеним садашњим научним именом у свом 10. издању дела „Systema Naturae“ из 1758. године. Забележио је раније описе Франсиса Вилугбија и Елеазара Албина, који су јој обојица дали име Merula torquata.
У роду Turdus постоји 103 врсте средњих до великих дроздова. Карактеришу их заобљене главе, средње дугачка или издужена шиљата крила и обично мелодичне песме.
Студија генетике рода Turdus из 2020. године сугерисала је да је род настао пре 9.37. милиона година, ширећи се из Африке пре 7,2 милиона година,  а пре око 5,7 година милиона година раздвајајући се у палеарктичке и оријенталне групе. Даље радијациа из Африке у Америку уследило је пре око 5,3 милиона година. Детаљи студије указују на то да би кос огрличар, члан евроазијске групе, могао бити ближи сродник риђег сибирског коса (Turdus naumanni) и сивог сибриског коса (Turdus eunomus) него површно сличнијег обичног коса.

### Подврсте
Кос огрличар има три признате подврсте:
| Слика                   | Научно име                                        | Дистрибуција | Идентификација                                                                                |
| ----------------------- | ------------------------------------------------- | --- | --------------------------------------------------------------------------------------------- |
| Кернгорм, Шкотска       | Turdus torquatus torquatus (Карл фон Лине, 1758.) | Гнезди се у Ирској (ретко), Великој Британији до Скандинавије и крајњем северозападу Русије; зимује од Шпаније на југу до северозападне Африке и Канарских острва | Црно перје са умерено бледим тачкама по телу                                                  |
| Високи Тауерн, Аустрија | Turdus torquatus alpestris (C. L. Brehm, 1831)    | Гнезди се у планинама Иберијског полуострва, Пиринеја, Алпа, Карпата и Балканских планина, а са малим удаљеним популацијама на Атласким планинама Алжира, Горњим Вогезима у Белгији и вишим брдима северне Немачке; зимује у северној Африци, јужној Европи и јужној Турској. | Перје по целом телу са јаким бледим тачкама, што даје веома „љускав“ изглед                   |
| Арташаван, Јерменија    | Turdus torquatus amicorum (E. Hartert, 1923)      | Гнезди се у централној и источној Турској, источно преко Кавказа и планина Елбурз до Туркменистана; зимује углавном у Ирану и деловима Ирака | Најцрње перје са минималним светлим тачкама на телу, али са веома јаким светлим панелом крила |

Анализа узорака митохондријалне ДНК из целе Европе сугерише да је ова врста имала много шире распрострањеност након последњег леденог периода који се завршио око 11.700. година, него што му је тренутна распрострањеност.

## Опис
Кос огрличар је 23-24 цм дугачак и тежи 90-138 г. Перје мужјака номиноване расе је потпуно црно, осим упадљивог белог полумесеца на грудима, уских сивкастих љуски на горњем делу тела и стомаку и бледих ивица перја на крилима. Кљун је жут, а ноге су сиво-смеђе. Женка подсећа на мужјака, али је смеђе боје и са тамнијом грудном траком. Младунци су слични женкама, али са бледим или непостојећим полумесецом на грудима.
Бледе ознаке на грудима чине одрасле јединке ове врсте непогрешивим за распознавање; мужјаци који прелазе прву зиму понекад такође показују бледи полумесец. Остали млади косови огрличару могу се помешати са обичним косом, али увек показују блеђи панел на крилима од те врсте.
Мужјаци врсте Turdus torquatus alpestris имају шире беле шаре (понављајуће мале кривине) на доњим деловима тела него Turdus torquatus torquatus, што им даје изразито љускав изглед са доње стране. Крилни панел је такође блеђи него код номиноване подврсте. Женке су сличне номинованој раси, али са широким белим ресама на бради и грлу. Мужјаци врсте Turdus torquatus amicorum имају највећу и најбељу грудну траку од три подврсте, а шире беле ивице и врхови перја крила формирају препознатљив беличаст панел na крилу. Женке имају уске беле ресе на доњем делу тела. Одрасле јединке коса огрличара пролазе кроз потпуно митарење након парења од краја јуна до почетка септембра, пре јесење миграције. Млади јединке делимично митаре између јула и септембра, замењујући покровно перје на глави, телу и крилима.

### Оглашавање
Мужјак коса огрличара пева са ниског места или повремено у лету. Песма се састоји од понављања 2–4 тужне флаутске ноте, "tri-ríí, "tri-ríí, ti-ríí" са паузама између понављања. Оглашавање је гласно "tac-tac-tac", који постаје оштрије ако је птица узнемирена. Контактно оглашавање је тихи "cherrr" у лету. Мужјаци певају најчешће у зору и пред залазак сунца.

## Распрострањеност и станиште
Кос огличар се гнезди дисконтинуирано широм западне и северне Европе од северозападне Ирске преко Скандинавије до северозападне Русије, и у планинама широм централне јужне Европе од Пиринеја преко Алпа, Балкана, Грчке и Турске источно до Туркменистана. Године 2014, гнежђење је забележено на Тиманском гребену, Архангелска област, око 300 км даље на исток од раније познатих места за гнежђење на северу Русије.
Кос огличар је селица, а птице напуштају подручја гнежђења у септембру и октобру. Птице номиноване подврсте зимују у јужној Шпанији и северозападној Африци. Средњоевропске популације Turdus torquatus alpestris се прво селе на веће надморске висине пре него што се преселе на југ или југозапад кроз Швајцарске Алпе; око две недеље касније, мигранти номиналне подврсте пролазе кроз исто подручје да би презимили на југу подручја гнежђења или око Средоземног мора. Источни Turdus torquatus alpestris мигрирају преко Балкана и Турске. Turdus torquatus amicorum се сели на југ у Египат и суседна подручја. Повратна миграција је углавном у марту и априлу, мужјаци стижу неколико дана пре женки. Северне птице које се гнезде стижу касније, а у планинама неке птице могу да се уздижу у фазама како се снег топи. Многе птице се заустављају на традиционалним травнатим местима са добром испашом и у пролеће и у јесен.
Кос огрличар је нестао у Летонији и јавља се само током миграције у Данској. Кос огрличар је пролазница у Сирији и луталица на Исланду, у Јордану, на Арапском полуострву, у Судану, Казахстану, Мауританији, Свалбарду и Јан Мајену. У Атлантику је редован зимски посетилац Канарских острва, али реткост на Азорима и Мадеири.
У средњим географским ширинама, кос огрличар је птица континенталних планина, али на северу свог ареала налази се у приобалним висоравнима. Може да се носи са ветром и кишом, али избегава лед и снег. Номинована врста Turdus torquatus torquatus се обично налази на отвореним вресиштима са неколико закржљалих стабала изнад 250 м и достижући 1.200 м у Шкотској и северној Европи. У Швајцарској, кос огрличар се гнезди на неравним брдским падинама са вресом, четинарима, буквом или алпском ружом на надморској висини од 1.100 1.300 м, иако се у Турској птице налазе од нивоа мора до 1.500 м. У Јерменији и на Кавказу, заузима слична стрма станишта са четинарским састојинама, шикарицама рододендрона и жбуњем клеке, од нивоа мора до 2.000-3.000 м.
У северозападној Африци, кос огрличар зимује у шумама клеке на 1.800-2.200 м надморске висине, често у близини река или језера. Током миграције, косови огрличари се могу јавити на приобалним травњацима и стрмим падинама са кратком, несејаном дивљом травом и ретким жбуњем.

## Понашање
Кос огрличар је територијалан и обично се виђа сам или у паровима, мада се током миграције могу формирати расута јата. Када се не гнезде, неколико птица може бити лабаво повезано на добрим подручјима за исхрану, као што је воћка, често са другим дроздовима као што су певачице или мали дроздови. Лет коса огрличара је директан, а птице често седе на камењу или вресу.

### Гнежђење
Кос огрличар се гнезди од средине априла до средине јула у Алпима и на Британским острвима, а од маја до августа у Скандинавији. Територије могу бити распоређене дуж потока, 160-200 м удаљени један од другог и ареали се могу преклапати, али ова врста не формира колоније за гнежђење. Гнездо, које гради женка, је чаша од лишћа, суве траве и другог биљног материјала учвршћеног блатом. На западу подручја гнезда се скоро увек граде на земљи, али Turdus torquatus alpestris може да се гнезди и на малом дрвету или жбуњу на просечној висини од 35 м.
Гнездо се састоји од 3-6 бледоплавих или зеленкастоплавих јаја прошараних црвенкасто-смеђим мрљама. Јаја су 30мм x 22 м и тежи 7.4 г од чега је 6% љуска. Инкубацију скоро увек обавља женка, а излегање се обично дешава након 13 дана. Поткрушци, пахуљасти пилићи добијају комплетно перје након 14 дана. Млади су зависни од родитеља око 12 дана након што се оперјају.
Одрасле јединке се гнезде након прве године, а њихов просечан животни век је две године, мада је забележено и девет година. Може бити два легла, посебно на југу подручја, мада је троструко гнежђење ретко. Кос огрличар је филопатријска врста, враћа се на исто подручје ради гнежђења сваке године. Око 36% младунаца преживи прву годину, док је годишња стопа преживљавања одраслих јединки 47% за мужјаке и 37% за женке. Главни узроци смрти у северозападној Европи су предаторство (9%), случајни инциденти повезани са људима (10%) и лов, углавном у Француској (77%).

### Исхрана
Кос огрличар је сваштојед, једе широк спектар инсеката, глиста, малих водоземаца и гмизаваца, као и воће. Већина животињског плена се лови на земљи.
Током пролећне миграције и сезоне размножавања, бескичмењаци доминирају у исхрани, а укључују глисте, бубе, муве, мраве, пауке и пужеве. Касније током године, воће постаје важније, укључујући купину, јагоду, трешњу, глог, јаворику и клеку Тамо где је доступна, обична клека чини више од 90% зимске исхране коса огрличара, а зглавкарци чине већину остале исхране. Као резултат тога, кос огрличар је важан фактор за ширење семена клеке и кључан је за ширење ендемске клеке са Канарских острва на Канарским острвима.
Младунци се углавном хране бескичмењацима, гусеницама и глистама као главним намирницама где год су доступне. Иако птице које мигрирају у јесен користе слично станиште као и у пролеће, сезонско бобичасто воће чини већину њихове исхране, посебно зова, глог и, где су доступне, бобице клеке.

## Предатори и паразити
Предатори коса огрличара укључују шумску сову, утину, обичног мишара, обичног ветрушку и копца, малу ласицу и велику ласицу . Већина угинулих је код младих птица, а птице које се излегу рано у сезони имају веће шансе да преживе него каснија легла. Шкотска студија је показала да су грабљивице одговорне за 59% смртних случајева, а сисари за 27%. У Румунији су јаја узимале обичне веверице и лешњикаре. Као и код других дроздова из породице Turdus, кос огрличар је ређе домаћин обичне кукавице, паразита на леглу. Ако је гнездо дрозда предубоко да би кукавица могла да избаци птиће домаћина, млада кукавица не може успешно да се такмичи за храну са птићима брзорастуће врсте домаћина, а ако кукавица успе да избаци остале птиће из гнезда, родитељи је нерадо хране; у сваком случају, млада кукавица ће гладовати.
Студија спроведена у Карпатима открила је да значајан део косова огрличара носи тромбикулидне гриње . Ове гриње обично инфицирају птице које се хране на земљи, а јаке заразе могу довести до тога да птице изгубе кондицију и престану да се хране. Крпељ (Ixodes festai) обично паразитира дроздове, укључујући и коса огрличара. Постоји запис да ова врста носи крвног паразита Haemoproteus.

## Статус
Кос огрличар има широк ареал, процењен на 9.17 милиона км² и велику популацију, процењену на 600.000-2 милиона јединки у Европи (што чини 95% подручја гнежђења). Верује се да се врста не приближава праговима критеријума за смањење популације Црвене листе IUCN-а (тј. смањење за више од 30% за десет година или три генерације), те је стога оцењена као најмање угрожени таксон. Процењено је да је популација која се гнезди у Европи 2019. године била 299.000-598.000 парова.
Постоје знаци пада у неколико земаља. Његов пад у Ирској последњих година је био запањујући, а редовно гнежђење је сада ограничено на два округа. Сумњиви узроци укључују климатске промене, људске поремећаје, лов и активности на отвореном. Губитак клеке може бити фактор у јужној Шпанији и северозападној Африци, као и пошумљавање брда у Великој Британији. Такође може постојати конкуренција од већих дрозовда попут коса, дрозда имелаша и дрозда боровњака. Шкотска студија је показала да је мање вероватно да ће места на већим надморским висинама и са добрим покривачем вреса бити напуштена од стране гнездећих косова огрличара него ниже или отвореније локације.
У Алпима, густина парова који се гнезде може достићи 60-80 парова по км², али је генерално много нижи са 37 парова по км² у Горњој Савоји, 22 пара по км² у планинама Јура и 8 парова по км² у отворенијим стаништима у Британији.

## Објашњења
1. ↑  Although scientists had been coining names in the previous century, the universally accepted starting point of modern taxonomy for animals is set at 1758, with the publishing of Linnaeus' 10th edition of Systema Naturae.[12]